# Platypalpus fusicnemis
Platypalpus fusicnemis är en tvåvingeart som beskrevs av Patrick Grootaert och Chvala 1992. Platypalpus fusicnemis ingår i släktet Platypalpus och familjen puckeldansflugor. Inga underarter finns listade i Catalogue of Life.